# Sergio Fernández Cárdenas
Sergio Fernández Cárdenas (ur. 26 lutego 1926 w Ciudad de México, zm. 6 stycznia 2020 w Guanajuato) – meksykański pisarz, krytyk literacki, profesor, pracownik naukowy i akademicki. Specjalizował się w badaniu epoki baroku oraz Złotego Wieku Hiszpanii. Laureat nagrody im. Xaviera Villaurrutii.
W swoim pisarstwie także pozostawał wierny epoce baroku. Istotna była dla niego perspektywa podmiotowa, płynna granica pomiędzy snem, marzeniem, a rzeczywistością. Uważał, że człowiek nie jest w stanie ściśle odróżnić projekcji swojej wyobraźni od rzeczywistości obiektywnej. Sfery te ulegają stałemu przemieszaniu. Ponadto Fernández uważał się za pisarza zaangażowanego. Demitologizował w swej prozie religię i erotykę, jako tereny autentycznej ekspresji podmiotu.

## Powieści
- Zagubione znaki (Los signos perdidos) - debiut z 1958,
- W zawieszeniu (En tela de juicio) - 1964,
- Ryby (Los peces) - 1968,
- Drugi sen (Segundo sueño) - 1976,
- Maski mojego serca (Los desfiguros de mi corazón) - 1983.